# Jensen & Skodvin Arkitektkontor

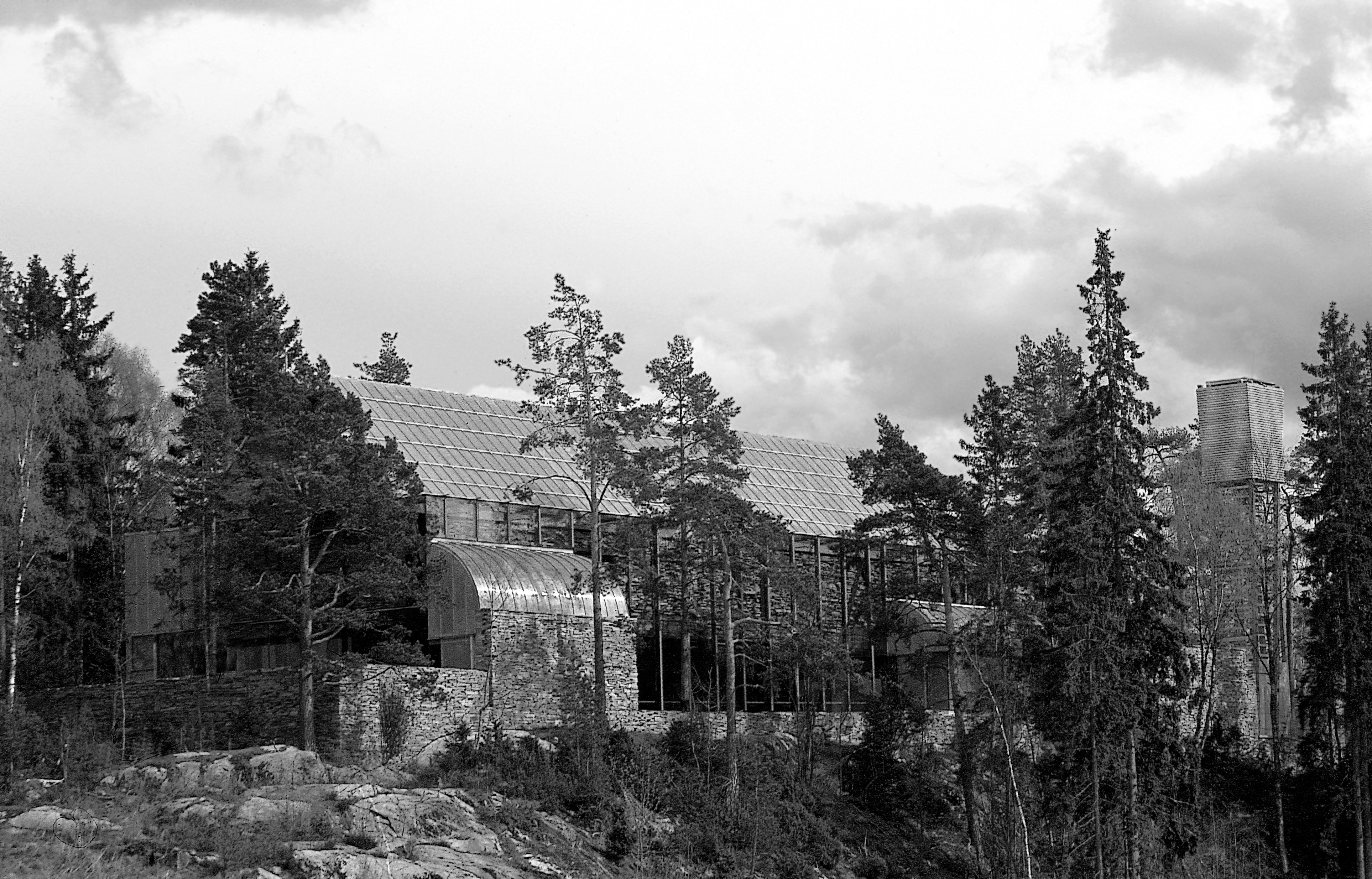
Mortensrud kirke i Oslo

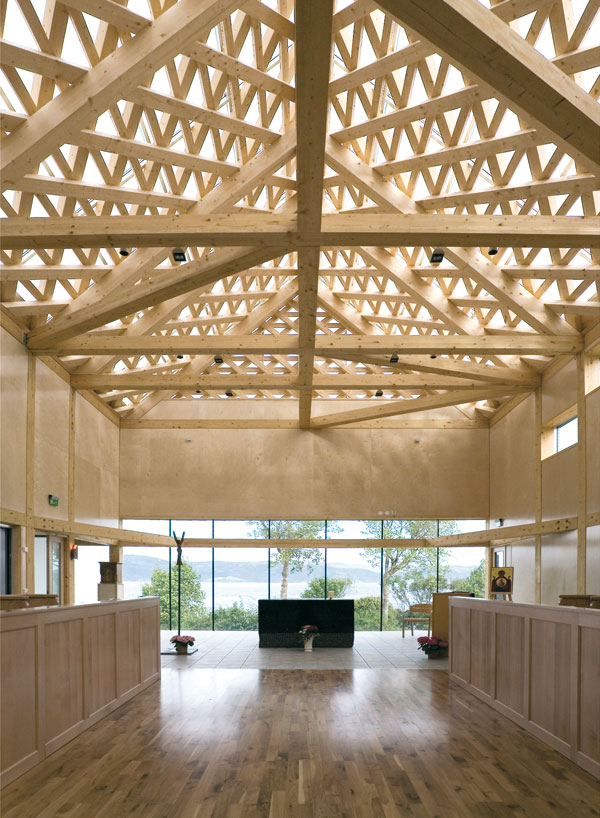
Tautra Mariakloster i Frosta

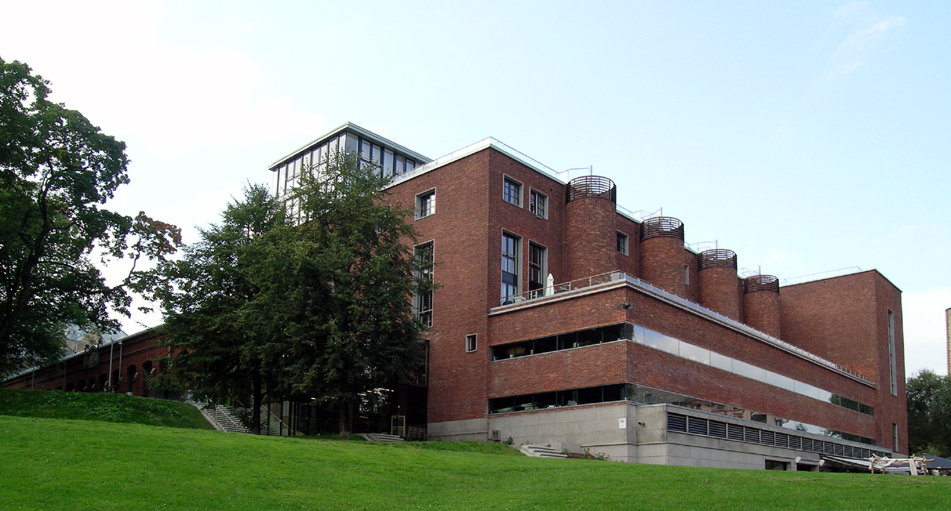
Norsk Design- og Arkitektursenter

Jensen & Skodvin Arkitektkontor är ett norskt arkitektkontor, som grundades 1995 av Jan Olav Jensen och Børre Skodvin.
Jensen & Skodvin Arkitektkontor har bland annat ritat byggnader för norska Vegvesenets turistvägprojekt Fylkesvei 55 (Sognefjellsvegen). Jan Olav Jensen och Børre Skodvin fick Groschmedaljen år 2003.

## Verk i urval
- Juvet Landskapshotell, 2010[1]
- Utsiktsplattform, Gudbrandsjuvet, 2007
- Gleichenberg kurbad och hotell, Österrike (2007)
- Cistercienserklosteret Tautra Mariakloster i Frosta, 2006
- Affärskvarteret Nordre gate i Trondheim, 2006
- Norsk Design- og Arkitektursenter i Oslo, 2006
- Ropeid färjeterminal, 2003
- Sinsen T-banestasjon i Oslo, 2003
- Storo T-banestasjon i Oslo, 2003
- Mortensrud kirke, sydöst om Oslo, 1998[2]
- Sognefjellsvegen, 1997: Vägräcken i Videseter, Mefjellet utsiktspunkt samt rastplatser i Liasanden, Vågåmo, Oppstryn, Gaupne och Øvstefoss